# جوني هارمز (لاعب هوكي الجليد)
جوني هارمز هو لاعب هوكي الجليد كندي، ولد في 25 أبريل 1925 في ساسكاتون في كندا، وتوفي في 5 يناير 2003.

## وصلات خارجية
- جوني هارمز على موقع دوري الهوكي الوطني (الإنجليزية)
- جوني هارمز على موقع EliteProspects.com (الإنجليزية)
- جوني هارمز على موقع HockeyDB.com (الإنجليزية)
- جوني هارمز على موقع Hockey-Reference.com (الإنجليزية)